# Mariano Paredes y Arrillaga
Mariano Paredes y Arrillaga (n. a la ciutat de Mèxic el 7 de gener de 1797; m. a la ciutat de Mèxic el 7 de setembre de 1849) fou un general mexicà conservador i president de Mèxic. Arribà al poder mitjançant un cop d'Estat al començament de la Guerra Estats Units - Mèxic.
Paredes ingressà a l'Exèrcit colonial reialista com a cadet d'infanteria el 6 de gener de 1812 en la Guerra d'independència de Mèxic. Fou arrestat per criticar al rei Ferran VII i exiliat a Espanya. Tanmateix, en fugí i retornà a Mèxic. S'uní a l'Exèrcit Trigarante, que unia les forces reialistes i insurgents en pactar-se la independència de Mèxic. S'oposà a l'imperi d'Augstín de Iturbide, i als governs dels president de Vicente Guerrero. Participà en la supressió de les revolta federalista de 1839. El 1841, encapçalà una revolta contra el règim del president conservador Anastasio Bustamante, ja que aquest s'oposava a lluitar per recuperar Texas i l'acusava de permetre la invasió francesa en la Guerra dels Pastissos. Ell, Antonio López de Santa Anna i altres rebels signaren el Pla de Tacubaya contra Bustamante el 28 de setembre de 1841. Bustamante acordà renunciar, i Francisco Javier Echeverría fou designat president; tres setmanes després, Santa Anna ocupà la presidència.
Quan la guerra amb els Estats Units semblava imminent, Paredes fou comissionat per defendre el país, i enviat a San Luis Potosí. El 14 de desembre de 1845, al·legant que no tenia prou subministraments, retornà a la capital, per deposar Paredes. El 30 de desembre de 1845 el general Gabriel Valencia assumí el poder i anuncià el seu suport per Paredes, el qual entrà a la ciutat de Mèxic el 2 de gener de 1846. L'endemà, una junta de notables el designà president de Mèxic.
L'1 de gener de 1846, l'estat de Yucatán declarà la seva independència de Mèxic i la seva neutralitat en la guerra amb els Estats Units. El 12 de juny de 1846 fou reelegit com a president pel Congrés i Nicolás Bravo com a vicepresident. El 28 de juliol entregà el poder a Bravo, per combatre directament els nord-americans.
El país continuava en guerra. Paredes pensava que la millor manera de preservar el país era tornar a convertir-lo en una monarquia amb un sobirà espanyol. S'organitzà un partit realista a Mèxic, que donava el seu suport a Enric de Borbó, cosí i cunyat de la reina d'Espanya aleshores. En oposició, el general José María Yáñez s'aixecà en armes el 21 de maig a Jalisco, i José Mariano Salas a la capital. Salas deposà Paredes i reinstituí el federalisme, proclamant el retorn de Santa Anna i convocant un congrés constituent. Paredes fugí però fou empresonat i confinat a un convent. L'octubre fou exiliat a França. Retornà a Mèxic el 1848 just a temps per oposar-se al Tractat de Guadalupe-Hidalgo, amb el qual s'acabava la guerra amb els Estats Units. De bell nou s'aixecà en armes, però fou derrotat per Bustamante, i exiliat. El 1849 es declarà amnistia general i retornà al país. Morí a la ciutat de Mèxic el setembre de 1849.